# Le bled
Le bled è un film muto del 1929 diretto da Jean Renoir.
La traduzione italiana del titolo è L'entroterra. Si tratta dell'ultimo film muto di Renoir.

## Trama
Pierre Hoffer viaggia su una nave che lo conduce in Algeria, dove, essendosi rovinato finanziariamente, spera di ottenere un prestito di denaro dallo zio Christian, che si è arricchito, vivendo e lavorando nella colonia. Sulla nave conosce Claudie Duvernet, un'affascinante ragazza che si sta recando anch'essa ad Algeri per ricevere un'eredità, una grande tenuta nel sud della colonia, lasciatale da uno zio deceduto. Pierre dovrà lavorare in campagna perché lo zio vuole fargli sperimentare il valore e l'importanza del lavoro, prima di dargli il denaro; Claudie dovrà affrontare l'ostilità dei cugini Manuel e Diane, che, privati dell'eredità, tenteranno addirittura di ucciderla durante una battuta di caccia alla gazzella. Pierre e Claudie si innamorano e decidono di restare a vivere insieme in Algeria.

## Produzione
Si tratta del secondo film commissionato a Renoir dalla Société des Films Historiques, dopo il precedente Le tournoi dans la cité, che aveva ottenuto un discreto successo.

### Soggetto
Il film aveva lo scopo di commemorare la presenza francese in Algeria nella ricorrenza dei cento anni della colonia.

### Riprese
Le riprese avvennero nel febbraio-marzo 1929. Gli interni furono girati negli studi di Joinville; gli esterni in Algeria a Sidi Ferruch, Algeri, Biskra, Boufarik, Staoueli.

### Prima
La prima proiezione pubblica avvenne l'11 maggio 1929 al cinema Marivaux di Parigi.

## Accoglienza

### Critica

#### Generi e modelli cinematografici
Jacques Rivette:
«Renoir si concede il piacere di girare un film d'avventura nel gusto del caro cinema americano della sua giovinezza; Le bled, proseguendo la sana tradizione dei Fairbanks del Triangolo comincia come una commedia, si conclude al galoppo, con una svolta sentimentale. Anche Rivero (l'attore che interpreta il protagonista Pierre Hoffer) richiama Douglas Fairbanks, cittadino impacciato che due occhi belli in pericolo esalteranno nell'epilogo».
Daniele Dottorini:
«Lo stesso elemento di sovversione del genere (presente nel precedente suo film Le tournoi dans la cité) attraversa anche questo film, in cui l'obiettivo della committenza non è che lo sfondo di un lavoro sottile di omaggio al cinema d'avventura, al western, al cinema comico e al melodramma… A suo modo uno straordinario pastiche di generi e forme che mostra la padronanza renoiriana delle forme del cinema e, allo stesso tempo, la personalità di uno sguardo che omaggia i suoi amori (Stroheim, Griffith, Ford, Chaplin) facendoli propri, inserendoli nel proprio mondo, nel proprio immaginario».

#### Stile
Un cinema della realtà e sequenze di carattere documentaristico:
- bambini di Algeri si tuffano nel porto e nuotano intorno alla nave che porta i protagonisti;
- scene di lavoro in fattoria;
- insegnamento del falconiere Ahmed;
- la battuta di caccia alla gazzella.

«A proposito della scena della caccia alla gazzella, noi propendiamo piuttosto per un'anticipazione della ben più tragica caccia di La regola del gioco, un'anticipazione che al di là della spettacolarità delle riprese, ci presenta il medesimo senso di pathos nei confronti della morte di animali innocenti che ritroveremo nella più sofisticata e glaciale versione del capolavoro di dieci anni dopo».